# Flugplatz Covilhã

i7
i11
i13
Der Flugplatz Covilhã (portugiesisch Aeródromo Municipal da Covilhã, IATA-Code: COV, ICAO-Code: LPCV) ist ein Flugplatz in der Nähe der Stadt Covilhã in Portugal. Er wird zurzeit ausschließlich von Sport- und Privatflugzeugen genutzt.